# النجيح
قرية النجيح قرية من القرى السورية، وهي من القرى الصغيرة في حوران لكنها مشهورة وتشتهر بالزراعة ومنها القمح والشعير والعدس والحمص والبندورة والجزر والبطاطا والزيتون والعنب والكوسا والباذنجان والبامية وأضيف مؤخرا الكثير من المنتجات مثل اليانسون والكرسنة والكمون والرمان والورود ومشاتل الأشجار المثمرة وغيرها وأغلب أهالي القرية تربطهم القرابة بالنسب وهو آل البلخي وتمتاز النجيح بالهواء النظيف والجو الصحي لوجود رياح غربية تأتي من البحر مبردة لكل منطقة أزرع حتى خبب وتشتهر النجيح بنسبة المتعلمين العالية جدا وتشتهر أيضا بالمغتربين في دول الخليج الكويت والإمارات والسعودية وحتى كندا وفيها نخبة من الشهادات العالية.